# Кірзинська сільська рада (Караідельський район)
Кірзи́нська сільська рада (рос. Кирзинский сельский совет) — муніципальне утворення у складі Караідельського району Башкортостану, Росія. Адміністративний центр — село Кірзя.

## Населення
Населення — 580 осіб (2019, 788 в 2010, 1114 в 2002).

## Склад
До складу поселення входять такі населені пункти:
| Населений пункт       | Населення, осіб (2002) | Населення, осіб (2010) |
| --------------------- | ---------------------- | ---------------------- |
| Александровка, село   | 135                    | 41                     |
| Атамановка, село      | 141                    | 104                    |
| Каїнчак, присілок     | 11                     | 1                      |
| Кірзя, село           | 533                    | 459                    |
| Октябрський, присілок | 3                      | 1                      |
| Сурда, присілок       | 156                    | 115                    |
| Тат-Кудаш, присілок   | 14                     | 1                      |
| Янбак, присілок       | 121                    | 66                     |